# Buell S3/S3T Thunderbolt
Die S3 Thunderbolt ist ein Motorrad der Kategorie Sporttourer der Buell Motorcycle Company.

## Allgemeines
Die wichtigsten Merkmale sind ein sportliches Fahrwerk mit Gitterrohrrahmen und Upside-Down-Gabel, ein leistungsgesteigerter 1.199 cm³ Sportster-Motor von Harley-Davidson und der Zahnriemenantrieb. Dazu kommt eine klassische Halbschalenverkleidung. Das Ergebnis ist ein sehr flott zu bewegendes und ausreichend bequemes Motorrad mit einem relativ niedrigen Gesamtgewicht.
Das Fahrzeug wurde 1996 der Öffentlichkeit vorgestellt und kam mit dem Modelljahr 1997 auch von Anfang an zu den deutschen Händlern. Im Gegensatz zum radikalen Modell Buell S1 Lightning blieb der Thunderbolt zumindest in Deutschland selbst bescheidener Erfolg verwehrt. So wurde die S3 zwar bis Ende 2001 (Modelljahr 2002) produziert und darf somit als das bis dahin am längsten gebaute Buell-Modell bezeichnet werden, jedoch wurde die S3 zuletzt im Modelljahr 1999 in Deutschland angeboten.
Die Buell S3T Thunderbolt (das „T“ steht hier für Touring) war während ihrer gesamten Bauzeit – sowohl beim Verkaufspreis, als auch bei der Serienausstattung – das Topmodell des Herstellers. Sie unterscheidet sich von der technisch identischen Buell S3 Thunderbolt durch eine erweiterte Ausstattung mit einem Plus an Tourenkomfort durch Hartschalenkoffer, Beinsschilde und mehreren Textiltaschen.
Unterdessen wurden einige S3 zur gesuchten S1 umgebaut. Neben den Anbauteilen besteht der technische Hauptunterschied zwischen den beiden Modellen in den tieferliegenden Fußrasten sowie dem längeren Rahmenheck der S3.
Eine weitgehend originale Buell S3 oder sogar S3T der ersten Baujahre ist nur sehr selten zu finden. Als Alternative stellen sich die späteren Modelljahre (ab 1999) dar: Mit Einspritzpumpe anstatt des zuvor bewährten Vergasers finden sich vereinzelt Fahrzeuge in den USA und Kanada.

## Technik
Angetrieben wird die S3 von einem V2-Ottomotor mit 1200 cm³ Hubraum. Ab dem Modelljahr 1999 kam auch hier die Saugrohreinspritzung der X1 Lightning zum Einsatz, davor ein Vergaser. Im selben Jahr wurde die Kastenschwinge aus Stahl durch die Aluminiumschwinge der X1 ersetzt. Das Federbein für die Hinterradfederung liegt rechts neben dem Endschalldämpfer unter dem Motor und wird auf Zug belastet.
Der Tank der S3/S3T besteht aus Kunststoff, Front- und Heckverkleidung aus GfK.